# «Москвич», любовь моя
«„Москвич“, любовь моя» — армянский фильм 2015 года режиссёра Арама Шахбазяна.

Трагикомедия, в которой у красного «Москвича 408» — тоже главная роль. Советская машина — это метафора.— режиссёр фильма

## Сюжет
События происходят в 1996 году. В основе фильма — реальные события, за основу сюжета был взят дневник некоего Владимира Шириняна.
Главный герой — иммигрировавший из ставшего после развала СССР азербайджанским села Ленинаван старик Амаяк Ованнисян, который живёт с женой в маленьком селе в Армении. Их имущество — корова и несколько кур. Раз в месяц работающий в России сын присылает им немного денег, которых едва хватает на существование. Амо с распадом Советского Союза потерял все — работу, дом — и стал беженцем в своей родной Армении.
Советского Союза больше нет, но у Амо сохранилась мечта: купить «Москвич-408». Эта мечта зародилась давно. В советские времена Амо был хорошим трактористом, и его направили на съезд трактористов в Москву, где сам Никита Хрущёв в своей речи сказал: «У тебя, товарищ тракторист, будет свой „Москвич“», — и пальцем показал в публику. Амо думает, что Хрущёв говорил это ему, и принимает эти слова за настоящее обещание, которое так и не было сдержано. А теперь после распада СССР даже старенький «Москвич» старик Амо не может себе позволить.
Амо узнаёт, что в соседнем селе продаётся как раз такой автомобиль. Продавец просит за него 800 долларов, и обещает подождать, пока Амо раздобудет эту сумму.
Вопрос этот становится вопросом не мечты, а жизни, а накопление долларов её ценой. Они с женой еле-еле сводят концы с концами. Однако его сердце греет мечта о приобретении «Москвича», ради которого он на старости лет выполняет различную грязную работу, ежедневно записывая в своём дневнике, сколько ему удалось накопить и сколько ещё осталось до заветной покупки.

## В ролях
- Мартун Гевондян — Амаяк «Амо» Ованнисян
- Хильда Оан — Арус, жена Амо

## Съёмки
Съёмки проходили в Армении, в основном, в Варденисе.

## Критика
Критика, с удивлением отмечая победу в номинациях кинофестиваля «Золотой абрикос» — «пришлась по душе двум полярным жюри — Экуменическому (церковное жюри) и ФИПРЕССИ (кинокритики)», подчёркивала приверженность режиссёра советскому кинематографу, так газета «Голос Армении» писала: «картина лирична и очень глубока, она уносит нас ко времени доброго армянского кинематографа эпохи Генриха Маляна, хоть и снята в свойственном Шахбазяну стиле», так киновед Кирилл Разлогов писал, что этот фильм свидетельствует о том, что «Советская культура сегодня сохранилась не только в нашей памяти, но и в живом творчестве, нередко и за пределами ушедшей в прошлое страны».

## Фестивали
Премьерный показ фильма состоялся 2 февраля 2015 года в ереванском кинотеатре «Москва»
Фильм стал участником ряда кинофестивалей, в том числе получил призы:
- август 2015 — V Сахалинский международный кинофестиваль «Край света» — Приз зрительских симпатий
- июль 2015 — XII Ереванский международный кинофестиваль «Золотой абрикос» — Награда конкурса «ФИПРЕССИ» и Приз экуменического жюри[8][9]
- май 2016 — XXV Кинофорум «Золотой Витязь» — Приз «Золотой Витязь»[10]